# Oldřich Pařízek
Oldřich Pařízek (* 24. března 1972, Mladá Boleslav) je bývalý český fotbalový brankář. Působí jako trenér brankářů v klubu FK Mladá Boleslav.

## Fotbalová kariéra
Hrál za FK Dukla Praha, FK Jablonec, FK Viktoria Žižkov, v Belgii za Royal Antwerp FC a po návratu do Čech za 1. FK Příbram a FK Viktoria Žižkov. V české fotbalové lize nastoupil ve 135 utkáních, v belgické nejvyšší soutěži nastoupil ve 23 utkáních.

## Ligová bilance
| Ročník                                   | Zápasy | Góly | Klub               |
| ---------------------------------------- | ------ | ---- | ------------------ |
| 1. československá fotbalová liga 1990/91 | -      | -    | Dukla Praha        |
| 1. československá fotbalová liga 1991/92 | -      | -    | Dukla Praha        |
| 1. česká fotbalová liga 1993/94          | 6      | 0    | FK Viktoria Žižkov |
| 1. česká fotbalová liga 1994/95          | 12     | 0    | FK Viktoria Žižkov |
| 1. česká fotbalová liga 1995/96          | 19     | 0    | FK Viktoria Žižkov |
| 1. česká fotbalová liga 1996/97          | 7      | 0    | FK Viktoria Žižkov |
| 1. česká fotbalová liga 1997/98          | 15     | 0    | FK Viktoria Žižkov |
| Jupiler League 1997/98                   | 4      | 0    | Royal Antwerp FC   |
| Jupiler League 2000/01                   | 19     | 0    | Royal Antwerp FC   |
| Gambrinus liga 2003/04                   | 4      | 0    | 1. FK Příbram      |
| Gambrinus liga 2004/05                   | 12     | 0    | 1. FK Příbram      |
| Gambrinus liga 2005/06                   | 27     | 0    | 1. FK Příbram      |
| Gambrinus liga 2006/07                   | 30     | 0    | 1. FK Příbram      |
| Gambrinus liga 2007/08                   | 3      | 0    | FK Viktoria Žižkov |
| CELKEM                                   | -      | 0    |                    |